# Liste der Resolutionen des UN-Sicherheitsrates (1956)
Diese Liste der Resolutionen des UN-Sicherheitsrates nennt die 11 vom Sicherheitsrat der Vereinten Nationen im Jahr 1956 verabschiedeten Resolutionen.
| Nummer | Beschluss vom | Gegenstand                                                                                       | Mission |
| ------ | ------------- | ------------------------------------------------------------------------------------------------ | ------- |
| 111    | 19. Januar    | Situation in Palästina                                                                           |         |
| 112    | 6. Februar    | Aufnahme des Sudan als neues Mitglied in die Vereinten Nationen                                  |         |
| 113    | 4. April      | Situation in Palästina                                                                           |         |
| 114    | 4. Juni       | Situation in Palästina                                                                           |         |
| 115    | 20. Juni      | Aufnahme Marokkos als neues Mitglied in die Vereinten Nationen                                   |         |
| 116    | 26. Juni      | Aufnahme Tunesiens als neues Mitglied in die Vereinten Nationen                                  |         |
| 117    | 6. September  | Internationaler Strafgerichtshof                                                                 |         |
| 118    | 13. Oktober   | Beschwerde von Frankreich und dem Vereinigten Königreich gegenüber Ägypten im Zuge der Sueskrise |         |
| 119    | 31. Oktober   | Beschwerde von Ägypten gegenüber Frankreich und dem Vereinigten Königreich im Zuge der Sueskrise |         |
| 120    | 4. November   | Situation in Ungarn im Zuge des Ungarischen Volksaufstands                                       |         |
| 121    | 12. Dezember  | Aufnahme Japans als neues Mitglied in die Vereinten Nationen                                     |         |